# Irina Salomjkova
Irina Salomjkova, född den 28 november 1961, död 12 april 2015, var  en sovjetisk och därefter rysk kanotist.
Hon tog bland annat VM-brons i K-1 5000 meter i samband med sprintvärldsmästerskapen i kanotsport 1990 i Poznań.